# Antonie Formanová

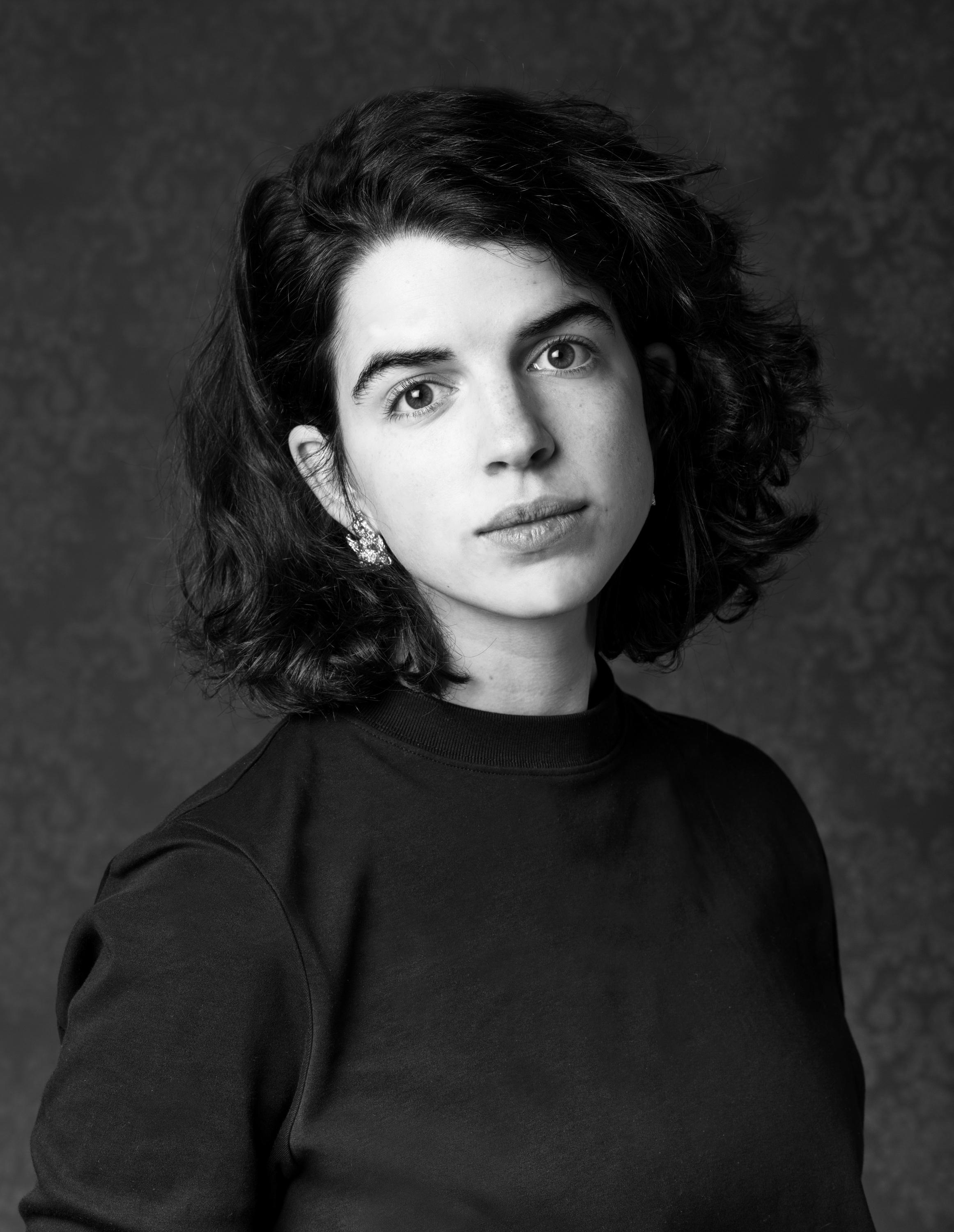
Antonie Formanová im Jahr 2023

Antonie Formanová (* 30. Juni 1998 in Prag, Tschechien) ist eine tschechische Schauspielerin.

## Leben
Antonie Formanová wurde in Prag geboren und war schon seit ihrer Kindheit mit dem Theater ihres Vaters (Divadlo bratří Formanů) unterwegs, an dem auch ihr Onkel und ihre Schwestern tätig waren. Sie studierte an der Theaterfakultät der Akademie der Musischen Künste in Prag (DAMU) alternatives und Puppentheater. Sie spielte am  Dejvické divadlo, wo sie auch als Kostümbildnerin arbeitete. Sie hatte eine Rolle in der erfolgreichen Miniserie Dukla 61 von David Ondříček und wurde für ihren Auftritt in dem 2021 veröffentlichten Film Okupace im darauffolgenden Jahr mit dem Český lev („Böhmischer Löwe“) als Beste Nebendarstellerin ausgezeichnet.
Sie ist die Enkelin des Regisseurs und Oscarpreisträgers Miloš Forman und der Schauspielerin Věra Křesadlová, ihr zweiter Großvater war der Schriftsteller Jiří Stránský.
2025 nahm Formanová an einer Demonstration von Greenpeace-Aktivisten in Čestlice bei Prag teil, bei der aus Protest gegen die Politik von Donald Trump und Elon Musk ein Tesla-Autohaus besetzt wurde.

## Filmografie
- 2018: Dukla 61
- 2021: Okupace
- 2022: Borders of Love (Hranice lásky)

## Auszeichnungen
- 2022: Český lev – Beste Hauptdarstellerin (in dem Film Okupace)[3]